# FIA-Formel-3-Rennwochenende in Belgien 2024
Das FIA-Formel-3-Rennwochenende in Belgien 2024 war der neunte Lauf der FIA-Formel-3-Meisterschaft 2024 und fand vom 26. bis 28. Juli auf dem Circuit de Spa-Francorchamps in Spa statt.

## Meldeliste
Alle Teams und Fahrer verwendeten das Dallara-Chassis F3 2019, 3,4-Liter-V6-Saugmotoren von Mecachrome und Reifen von Pirelli.
| Team                  | Nr. | Fahrer                   | Chassis         | Motor             | Reifen |
| --------------------- | --- | ------------------------ | --------------- | ----------------- | ------ |
| Prema Racing          | 01  | Dino Beganovic           | Dallara F3 2019 | Mecachrome 3.4 V6 | P      |
| Prema Racing          | 02  | Gabriele Minì            | Dallara F3 2019 | Mecachrome 3.4 V6 | P      |
| Prema Racing          | 03  | Arvid Lindblad           | Dallara F3 2019 | Mecachrome 3.4 V6 | P      |
| Trident               | 04  | Leonardo Fornaroli       | Dallara F3 2019 | Mecachrome 3.4 V6 | P      |
| Trident               | 05  | Sami Meguetounif         | Dallara F3 2019 | Mecachrome 3.4 V6 | P      |
| Trident               | 06  | Santiago Ramos           | Dallara F3 2019 | Mecachrome 3.4 V6 | P      |
| MP Motorsport         | 07  | Tim Tramnitz             | Dallara F3 2019 | Mecachrome 3.4 V6 | P      |
| MP Motorsport         | 08  | Kacper Sztuka            | Dallara F3 2019 | Mecachrome 3.4 V6 | P      |
| MP Motorsport         | 09  | Alex Dunne               | Dallara F3 2019 | Mecachrome 3.4 V6 | P      |
| Campos Racing         | 10  | Oliver Goethe            | Dallara F3 2019 | Mecachrome 3.4 V6 | P      |
| Campos Racing         | 11  | Sebastián Montoya        | Dallara F3 2019 | Mecachrome 3.4 V6 | P      |
| Campos Racing         | 12  | Mari Boya                | Dallara F3 2019 | Mecachrome 3.4 V6 | P      |
| Hitech Pulse-Eight    | 14  | Luke Browning            | Dallara F3 2019 | Mecachrome 3.4 V6 | P      |
| Hitech Pulse-Eight    | 15  | Martinius Stenshorne     | Dallara F3 2019 | Mecachrome 3.4 V6 | P      |
| Hitech Pulse-Eight    | 16  | Cian Shields             | Dallara F3 2019 | Mecachrome 3.4 V6 | P      |
| Jenzer Motorsport     | 17  | Charlie Wurz             | Dallara F3 2019 | Mecachrome 3.4 V6 | P      |
| Jenzer Motorsport     | 18  | Max Esterson             | Dallara F3 2019 | Mecachrome 3.4 V6 | P      |
| Jenzer Motorsport     | 19  | Matías Zagazeta          | Dallara F3 2019 | Mecachrome 3.4 V6 | P      |
| Van Amersfoort Racing | 20  | Noel León                | Dallara F3 2019 | Mecachrome 3.4 V6 | P      |
| Van Amersfoort Racing | 21  | Sophia Flörsch           | Dallara F3 2019 | Mecachrome 3.4 V6 | P      |
| Van Amersfoort Racing | 22  | Tommy Smith              | Dallara F3 2019 | Mecachrome 3.4 V6 | P      |
| ART Grand Prix        | 23  | Christian Mansell        | Dallara F3 2019 | Mecachrome 3.4 V6 | P      |
| ART Grand Prix        | 24  | Laurens van Hoepen       | Dallara F3 2019 | Mecachrome 3.4 V6 | P      |
| ART Grand Prix        | 25  | Tuukka Taponen           | Dallara F3 2019 | Mecachrome 3.4 V6 | P      |
| AIX Racing            | 26  | Tasanapol Inthraphuvasak | Dallara F3 2019 | Mecachrome 3.4 V6 | P      |
| AIX Racing            | 27  | Nikita Bedrin            | Dallara F3 2019 | Mecachrome 3.4 V6 | P      |
| AIX Racing            | 28  | Joshua Dufek             | Dallara F3 2019 | Mecachrome 3.4 V6 | P      |
| Rodin Motorsport      | 29  | Callum Voisin            | Dallara F3 2019 | Mecachrome 3.4 V6 | P      |
| Rodin Motorsport      | 30  | Piotr Wiśnicki           | Dallara F3 2019 | Mecachrome 3.4 V6 | P      |
| Rodin Motorsport      | 31  | Joseph Loake             | Dallara F3 2019 | Mecachrome 3.4 V6 | P      |

## Klassifikationen

### Qualifying
| Pos.                                                                                     | Fahrer                   | Team                  | Zeit     | SPR | HAU |
| ---------------------------------------------------------------------------------------- | ------------------------ | --------------------- | -------- | --- | --- |
| 01                                                                                       | Callum Voisin            | Rodin Carlin          | 2:04,321 | 12  | 01  |
| 02                                                                                       | Alex Dunne               | MP Motorsport         | 2:04,444 | 11  | 02  |
| 03                                                                                       | Leonardo Fornaroli       | Trident               | 2:04,453 | 10  | 03  |
| 04                                                                                       | Sebastián Montoya        | Campos Racing         | 2:04,521 | 09  | 04  |
| 05                                                                                       | Noel León                | Van Amersfoort Racing | 2:04,545 | 07  | 05  |
| 06                                                                                       | Max Esterson             | Jenzer Motorsport     | 2:04,545 | 06  | 06  |
| 07                                                                                       | Luke Browning            | Hitech Pulse-Eight    | 2:04,573 | 05  | 07  |
| 08                                                                                       | Sami Meguetounif         | Trident               | 2:04,617 | 08  | 08  |
| 09                                                                                       | Tim Tramnitz             | MP Motorsport         | 2:04,620 | 04  | 09  |
| 10                                                                                       | Santiago Ramos           | Trident               | 2:04,629 | 03  | 10  |
| 11                                                                                       | Gabriele Minì            | Prema Racing          | 2:04,660 | 02  | 11  |
| 12                                                                                       | Dino Beganovic           | Prema Racing          | 2:04,736 | 01  | 12  |
| 13                                                                                       | Tuukka Taponen           | ART Grand Prix        | 2:04,758 | 16  | 13  |
| 14                                                                                       | Oliver Goethe            | Campos Racing         | 2:04,760 | 13  | 14  |
| 15                                                                                       | Laurens van Hoepen       | ART Grand Prix        | 2:04,900 | 14  | 15  |
| 16                                                                                       | Nikita Bedrin            | AIX Racing            | 2:04,900 | 15  | 16  |
| 17                                                                                       | Matías Zagazeta          | Jenzer Motorsport     | 2:05,017 | 22  | 17  |
| 18                                                                                       | Joseph Loake             | Rodin Carlin          | 2:05,232 | 17  | 18  |
| 19                                                                                       | Sophia Flörsch           | Van Amersfoort Racing | 2:05,344 | 23  | 19  |
| 20                                                                                       | Christian Mansell        | ART Grand Prix        | 2:05,348 | 18  | 20  |
| 21                                                                                       | Martinius Stenshorne     | Hitech Pulse-Eight    | 2:05,378 | 19  | 21  |
| 22                                                                                       | Mari Boya                | Campos Racing         | 2:05,502 | 25  | 22  |
| 23                                                                                       | Piotr Wiśnicki           | Rodin Carlin          | 2:05,511 | 20  | 23  |
| 24                                                                                       | Joshua Dufek             | AIX Racing            | 2:05,632 | 21  | 24  |
| 25                                                                                       | Tommy Smith              | Van Amersfoort Racing | 2:05,779 | 24  | 25  |
| 26                                                                                       | Cian Shields             | Hitech Pulse-Eight    | 2:05,990 | 26  | 26  |
| 27                                                                                       | Arvid Lindblad           | Prema Racing          | 2:06,134 | 27  | 27  |
| 28                                                                                       | Charlie Wurz             | Jenzer Motorsport     | 2:06,248 | 29  | 28  |
| 29                                                                                       | Tasanapol Inthraphuvasak | AIX Racing            | 2:06,297 | 30  | 29  |
| 30                                                                                       | Kacper Sztuka            | MP Motorsport         | 2:06,308 | 28  | 30  |
| 107-Prozent-Zeit: 2:13,023 min (bezogen auf die Pole-Position-Bestzeit von 2:04,321 min) |                          |                       |          |     |     |
| Quelle:                                                                                  |                          |                       |          |     |     |

Anmerkungen
1. ↑  Sami Meguetounif erhielt eine Drei-Plätze-Strafrückversetzung für das Sprintrennen da er im Qualifying abkürzte und sich so einen Vorteil verschaffte.
2. ↑  Tuukka Taponen erhielt eine Drei-Plätze-Strafrückversetzung für das Sprintrennen da er mehrere Fahrer im Qualifying behinderte.
3. ↑  Matías Zagazeta erhielt eine Fünf-Plätze-Strafrückversetzung für das Sprintrennen aufgrund des verursachten Unfalles im Ungarn-Hauptrennen mit Arvid Lindblad.
4. ↑  Sophia Flörsch erhielt eine Drei-Plätze-Strafrückversetzung für das Sprintrennen da sie im Qualifying abkürzte und sich so einen Vorteil verschaffte.
5. ↑  Mari Boya erhielt eine Drei-Plätze-Strafrückversetzung für das Sprintrennen da er im Qualifying abkürzte und sich so einen Vorteil verschaffte.
6. ↑  Charlie Wurz erhielt eine Drei-Plätze-Strafrückversetzung für das Sprintrennen da er im Qualifying abkürzte und sich so einen Vorteil verschaffte.
7. ↑  Tasanapol Inthraphuvasak erhielt eine Drei-Plätze-Strafrückversetzung für das Sprintrennen da er im Qualifying abkürzte und sich so einen Vorteil verschaffte.

### Sprintrennen
| Pos.                                                                      | Fahrer                   | Team                  | Runden | Zeit      | Start | Schnellste Runde |
| ------------------------------------------------------------------------- | ------------------------ | --------------------- | ------ | --------- | ----- | ---------------- |
| 01                                                                        | Dino Beganovic           | Prema Racing          | 12     | 29:03,659 | 01    | 2:08,826 (11.)   |
| 02                                                                        | Gabriele Minì            | Prema Racing          | 12     | + 1,131   | 02    | 2:09,024 (11.)   |
| 03                                                                        | Noel León                | Van Amersfoort Racing | 12     | + 2,872   | 07    | 2:08,683 (12.)   |
| 04                                                                        | Tim Tramnitz             | MP Motorsport         | 12     | + 5,800   | 04    | 2:09,892 (11.)   |
| 05                                                                        | Sebastián Montoya        | Campos Racing         | 12     | + 6,815   | 09    | 2:09,792 (11.)   |
| 06                                                                        | Oliver Goethe            | Campos Racing         | 12     | + 7,237   | 13    | 2:09,229 (10.)   |
| 07                                                                        | Callum Voisin            | Rodin Carlin          | 12     | + 7,894   | 12    | 2:09,103 (10.)   |
| 08                                                                        | Santiago Ramos           | Trident               | 12     | + 11,049  | 03    | 2:09,917 (11.)   |
| 09                                                                        | Leonardo Fornaroli       | Trident               | 12     | + 11,937  | 10    | 2:09,475 (11.)   |
| 10                                                                        | Laurens van Hoepen       | ART Grand Prix        | 12     | + 14,837  | 14    | 2:09,202 (11.)   |
| 11                                                                        | Joseph Loake             | Rodin Carlin          | 12     | + 15,976  | 17    | 2:09,970 (11.)   |
| 12                                                                        | Luke Browning            | Hitech Pulse-Eight    | 12     | + 16,812  | 05    | 2:09,351 (10.)   |
| 13                                                                        | Nikita Bedrin            | AIX Racing            | 12     | + 16,943  | 15    | 2:09,678 (11.)   |
| 14                                                                        | Tuukka Taponen           | ART Grand Prix        | 12     | + 18,384  | 16    | 2:09,001 (11.)   |
| 15                                                                        | Arvid Lindblad           | Prema Racing          | 12     | + 20,370  | 27    | 2:09,202 (11.)   |
| 16                                                                        | Christian Mansell        | ART Grand Prix        | 12     | + 22,066  | 18    | 2:10,314 (09.)   |
| 17                                                                        | Matías Zagazeta          | Jenzer Motorsport     | 12     | + 22,454  | 22    | 2:09,483 (11.)   |
| 18                                                                        | Martinius Stenshorne     | Hitech Pulse-Eight    | 12     | + 22,870  | 19    | 2:09,598 (11.)   |
| 19                                                                        | Sophia Flörsch           | Van Amersfoort Racing | 12     | + 24,773  | 23    | 2:10,477 (11.)   |
| 20                                                                        | Kacper Sztuka            | MP Motorsport         | 12     | + 25,416  | 28    | 2:09,482 (10.)   |
| 21                                                                        | Piotr Wiśnicki           | Rodin Carlin          | 12     | + 25,974  | 20    | 2:10,088 (11.)   |
| 22                                                                        | Cian Shields             | Hitech Pulse-Eight    | 12     | + 26,347  | 26    | 2:09,796 (11.)   |
| 23                                                                        | Alex Dunne               | MP Motorsport         | 12     | + 27,700  | 11    | 2:09,931 (10.)   |
| 24                                                                        | Joshua Dufek             | AIX Racing            | 12     | + 28,283  | 21    | 2:09,742 (10.)   |
| 25                                                                        | Tommy Smith              | Van Amersfoort Racing | 12     | + 30,721  | 24    | 2:09,586 (12.)   |
| 26                                                                        | Charlie Wurz             | Jenzer Motorsport     | 12     | + 32,293  | 29    | 2:08,695 (10.)   |
| 27                                                                        | Sami Meguetounif         | Trident               | 12     | + 36,669  | 08    | 2:09,569 (11.)   |
| 28                                                                        | Mari Boya                | Campos Racing         | 12     | + 49,234  | 25    | 2:11,895 (09.)   |
| 29                                                                        | Tasanapol Inthraphuvasak | AIX Racing            | 12     | + 52,996  | 30    | 2:10,695 (10.)   |
| –                                                                         | Max Esterson             | Jenzer Motorsport     | 0      | DNF       | 06    | keine Zeit       |
| Schnellste Rennrunde, die für Punkte berechtigt ist: Noel León (2:08,683) |                          |                       |        |           |       |                  |
| Quelle:                                                                   |                          |                       |        |           |       |                  |

Anmerkungen
1. ↑  Santiago Ramos erhielt eine Fünf-Sekunden-Strafe (abkürzen), die auf die Endzeit aufaddiert wurde; er verlor drei Positionen im Endresultat.
2. ↑  Leonardo Fornaroli erhielt eine Fünf-Sekunden-Strafe (abkürzen), die auf die Endzeit aufaddiert wurde; er verlor zwei Positionen im Endresultat.
3. ↑  Luke Browning erhielt zwei Fünf-Sekunden-Strafen (mehrmaliges Abkürzen), die auf die Endzeit aufaddiert wurde; er verlor sieben Positionen im Endresultat.
4. ↑  Arvid Lindblad erhielt zwei Fünf-Sekunden-Strafen (mehrmaliges Abkürzen), die auf die Endzeit aufaddiert wurde; er verlor vier Positionen im Endresultat.
5. ↑  Martinius Stenshorne erhielt eine Fünf-Sekunden-Strafe (abkürzen), die auf die Endzeit aufaddiert wurde; er verlor fünf Positionen im Endresultat.
6. ↑  Alex Dunne erhielt zwei Fünf-Sekunden-Strafen (mehrmaliges Abkürzen), die auf die Endzeit aufaddiert wurde; er verlor elf Positionen im Endresultat.
7. ↑  Tommy Smith erhielt zwei Fünf-Sekunden-Strafen (mehrmaliges Abkürzen), die auf die Endzeit aufaddiert wurde; er verlor neun Positionen im Endresultat.
8. ↑  Charlie Wurz erhielt eine Fünf-Sekunden-Strafe (abkürzen), die auf die Endzeit aufaddiert wurde; er verlor keine Positionen im Endresultat.
9. ↑  Sami Meguetounif erhielt sieben Fünf-Sekunden-Strafen (mehrmaliges Abkürzen), die auf die Endzeit aufaddiert wurde; er verlor 21 Positionen im Endresultat.
10. ↑  Mari Boya erhielt fünf Fünf-Sekunden-Strafen (mehrmaliges Abkürzen), die auf die Endzeit aufaddiert wurde; er verlor acht Positionen im Endresultat.
11. ↑  Tasanapol Inthraphuvasak erhielt vier Fünf-Sekunden-Strafen (mehrmaliges Abkürzen), die auf die Endzeit aufaddiert wurde; er verlor keine Positionen im Endresultat.

### Hauptrennen
| Pos.                                                                          | Fahrer                   | Team                  | Runden | Zeit      | Start | Schnellste Runde |
| ----------------------------------------------------------------------------- | ------------------------ | --------------------- | ------ | --------- | ----- | ---------------- |
| 01                                                                            | Callum Voisin            | Rodin Carlin          | 15     | 41:33,717 | 01    | 2:05,770 (15.)   |
| 02                                                                            | Sebastián Montoya        | Campos Racing         | 15     | + 0,915   | 04    | 2:05,953 (15.)   |
| 03                                                                            | Leonardo Fornaroli       | Trident               | 15     | + 1,662   | 03    | 2:06,241 (15.)   |
| 04                                                                            | Noel León                | Van Amersfoort Racing | 15     | + 2,191   | 05    | 2:06,223 (15.)   |
| 05                                                                            | Sami Meguetounif         | Trident               | 15     | + 2,871   | 08    | 2:06,532 (15.)   |
| 06                                                                            | Luke Browning            | Hitech Pulse-Eight    | 15     | + 3,229   | 07    | 2:06,320 (15.)   |
| 07                                                                            | Max Esterson             | Jenzer Motorsport     | 15     | + 3,604   | 06    | 2:06,373 (15.)   |
| 08                                                                            | Santiago Ramos           | Trident               | 15     | + 4,088   | 10    | 2:07,160 (14.)   |
| 09                                                                            | Tim Tramnitz             | MP Motorsport         | 15     | + 4,852   | 09    | 2:06,635 (15.)   |
| 10                                                                            | Alex Dunne               | MP Motorsport         | 15     | + 5,345   | 02    | 2:06,678 (15.)   |
| 11                                                                            | Dino Beganovic           | Prema Racing          | 15     | + 6,600   | 12    | 2:07,950 (14.)   |
| 12                                                                            | Laurens van Hoepen       | ART Grand Prix        | 15     | + 7,271   | 15    | 2:07,295 (15.)   |
| 13                                                                            | Gabriele Minì            | Prema Racing          | 15     | + 8,133   | 11    | 2:07,002 (15.)   |
| 14                                                                            | Joshua Dufek             | AIX Racing            | 15     | + 9,522   | 24    | 2:06,969 (15.)   |
| 15                                                                            | Tasanapol Inthraphuvasak | AIX Racing            | 15     | + 10,686  | 29    | 2:06,973 (15.)   |
| 16                                                                            | Tommy Smith              | Van Amersfoort Racing | 15     | + 11,129  | 25    | 2:07,051 (15.)   |
| 17                                                                            | Matías Zagazeta          | Jenzer Motorsport     | 15     | + 12,148  | 17    | 2:29,993 (07.)   |
| 18                                                                            | Kacper Sztuka            | MP Motorsport         | 15     | + 12,796  | 30    | 2:07,666 (15.)   |
| 19                                                                            | Oliver Goethe            | Campos Racing         | 15     | + 13,274  | 14    | 2:08,297 (15.)   |
| 20                                                                            | Nikita Bedrin            | AIX Racing            | 15     | + 17,763  | 16    | 2:07,216 (15.)   |
| 21                                                                            | Christian Mansell        | ART Grand Prix        | 15     | + 18,380  | 20    | 2:06,875 (15.)   |
| 22                                                                            | Cian Shields             | Hitech Pulse-Eight    | 15     | + 19,997  | 26    | 2:09,050 (15.)   |
| 23                                                                            | Charlie Wurz             | Jenzer Motorsport     | 15     | + 20,236  | 28    | 2:08,820 (15.)   |
| 24                                                                            | Piotr Wiśnicki           | Rodin Carlin          | 15     | + 20,339  | 23    | 2:06,915 (15.)   |
| 25                                                                            | Joseph Loake             | Rodin Carlin          | 15     | + 24,758  | 18    | 2:29,472 (10.)   |
| –                                                                             | Arvid Lindblad           | Prema Racing          | 09     | DNF       | 27    | 2:54,478 (09.)   |
| –                                                                             | Mari Boya                | Campos Racing         | 09     | DNF       | 22    | 2:54,358 (09.)   |
| –                                                                             | Sophia Flörsch           | Van Amersfoort Racing | 06     | DNF       | 19    | 2:57,710 (06.)   |
| –                                                                             | Martinius Stenshorne     | Hitech Pulse-Eight    | 01     | DNF       | 21    | keine Zeit       |
| –                                                                             | Tuukka Taponen           | ART Grand Prix        | 01     | DNF       | 13    | keine Zeit       |
| Schnellste Rennrunde, die für Punkte berechtigt ist: Callum Voisin (2:05,770) |                          |                       |        |           |       |                  |
| Quelle:                                                                       |                          |                       |        |           |       |                  |

Anmerkungen
1. ↑  Nikita Bedrin erhielt eine Zehn-Sekunden-Strafe (abkürzen), die auf die Endzeit aufaddiert wurde; er verlor sieben Positionen im Endresultat.
2. ↑  Christian Mansell erhielt eine Zehn-Sekunden-Strafe (Verursachung eines Unfalles), die auf die Endzeit aufaddiert wurde; er verlor sieben Positionen im Endresultat.
3. ↑  Cian Shields erhielt eine Fünf-Sekunden-Strafe (zu langsam während einer Safety-Car-Phase), die auf die Endzeit aufaddiert wurde; er verlor eine Position im Endresultat.
4. ↑  Charlie Wurz erhielt eine Fünf-Sekunden-Strafe (Höchstgeschwindigkeit in der Boxengasse überschritten), die auf die Endzeit aufaddiert wurde; er verlor eine Position im Endresultat.
5. ↑  Piotr Wiśnicki erhielt eine Zehn-Sekunden-Strafe (abkürzen), die auf die Endzeit aufaddiert wurde; er verlor sieben Positionen im Endresultat.
6. ↑  Joseph Loake erhielt eine Zehn-Sekunden-Strafe (Verursachung eines Unfalles), die auf die Endzeit aufaddiert wurde; er verlor drei Positionen im Endresultat.

## Meisterschafts-Stände nach dem Rennwochenende
Beim Hauptrennen (HAU) bekamen die ersten Zehn des Rennens 25, 18, 15, 12, 10, 8, 6, 4, 2 bzw. 1 Punkt(e). Beim Sprintrennen (SPR) erhielten die ersten Zehn des Rennens 10, 9, 8, 7, 6, 5, 4, 3, 2 bzw. 1 Punkt(e). Die zusätzlichen zwei Punkte für die Pole-Position im Hauptrennen gingen an Callum Voisin, der Extrapunkt für die schnellste Rennrunde wurde an Callum Voisin (HAU) sowie Noel León (SPR) vergeben.

### Fahrerwertung
| Pos. | Fahrer               | Team                  | Punkte |
| ---- | -------------------- | --------------------- | ------ |
| 01   | Leonardo Fornaroli   | Trident               | 129    |
| 02   | Gabriele Minì        | Prema Racing          | 128    |
| 03   | Luke Browning        | Hitech Pulse-Eight    | 123    |
| 04   | Arvid Lindblad       | Prema Racing          | 113    |
| 05   | Dino Beganovic       | Prema Racing          | 100    |
| 06   | Christian Mansell    | ART Grand Prix        | 97     |
| 07   | Oliver Goethe        | Campos Racing         | 94     |
| 08   | Nikola Zolow         | ART Grand Prix        | 75     |
| 09   | Noel León            | Van Amersfoort Racing | 73     |
| 10   | Callum Voisin        | Rodin Carlin          | 67     |
| 11   | Tim Tramnitz         | MP Motorsport         | 63     |
| 12   | Laurens van Hoepen   | ART Grand Prix        | 54     |
| 13   | Sami Meguetounif     | Trident               | 53     |
| 14   | Mari Boya            | Campos Racing         | 41     |
| 15   | Sebastián Montoya    | Campos Racing         | 40     |
| 16   | Santiago Ramos       | Trident               | 35     |
| 17   | Alex Dunne           | MP Motorsport         | 30     |
| 18   | Martinius Stenshorne | Hitech Pulse-Eight    | 26     |

| Pos. | Fahrer                   | Team                  | Punkte |
| ---- | ------------------------ | --------------------- | ------ |
| 19   | Nikita Bedrin            | AIX Racing            | 25     |
| 20   | Tommy Smith              | Van Amersfoort Racing | 12     |
| 21   | Max Esterson             | Jenzer Motorsport     | 11     |
| 22   | Charlie Wurz             | Jenzer Motorsport     | 10     |
| 23   | Piotr Wiśnicki           | Rodin Carlin          | 10     |
| 24   | Tasanapol Inthraphuvasak | AIX Racing            | 9      |
| 25   | Matías Zagazeta          | Jenzer Motorsport     | 8      |
| 26   | Joseph Loake             | Rodin Carlin          | 8      |
| 27   | Kacper Sztuka            | MP Motorsport         | 6      |
| 28   | Sophia Flörsch           | Van Amersfoort Racing | 0      |
| 29   | Cian Shields             | Hitech Pulse-Eight    | 0      |
| 30   | Joshua Dufek             | AIX Racing            | 0      |
| 31   | Tuukka Taponen           | ART Grand Prix        | 0      |
| 32   | James Wharton            | AIX Racing            | 0      |
| 33   | James Hedley             | Jenzer Motorsport     | 0      |

### Teamwertung
| Pos. | Konstrukteur       | Punkte |
| ---- | ------------------ | ------ |
| 01   | Prema Racing       | 341    |
| 02   | ART Grand Prix     | 226    |
| 03   | Trident            | 217    |
| 04   | Campos Racing      | 175    |
| 05   | Hitech Pulse-Eight | 149    |

| Pos. | Konstrukteur          | Punkte |
| ---- | --------------------- | ------ |
| 06   | MP Motorsport         | 99     |
| 07   | Rodin Motorsport      | 85     |
| 08   | Van Amersfoort Racing | 85     |
| 09   | AIX Racing            | 34     |
| 10   | Jenzer Motorsport     | 29     |